# Méson B
Le méson B est un méson composé d'un antiquark bottom et d'un quark up (B+), down (B0), étrange ou charm. La combinaison d'un antiquark bottom et d'un quark top n'est pas supposée possible de par le faible temps de vie du quark top. La combinaison d'un antiquark bottom et d'un quark bottom est habituellement appelée bottomonium.
| Particule       | Symbole                   | Anti-particule                          | composé de quarks                | Isospin (I) | Spin et parité (JP) | Masse au repos (MeV/c2) | S  | C  | B' | Durée de vie moyenne (s)                           | Se désintègre d'habitude en                 |
| --------------- | ------------------------- | --------------------------------------- | -------------------------------- | ----------- | ------------------- | ----------------------- | -- | -- | -- | -------------------------------------------------- | ------------------------------------------- |
| méson B         | {\displaystyle B^{+}}     | {\displaystyle B^{-}}                   | {\displaystyle u{\overline {b}}} | 1⁄2         | 0−                  | 5,279.15 ± 0.31         | 0  | 0  | +1 | {\displaystyle 1.638(\pm 0.011)*10^{-12}}          | voir B± decay modes                         |
| méson B         | {\displaystyle B^{0}}     | {\displaystyle {\overline {B}}^{0}}     | {\displaystyle d{\overline {b}}} | 1⁄2         | 0−                  | 5,279.53 ± 0.33         | 0  | 0  | +1 | {\displaystyle 1.530(\pm 0.009)*10^{-12}}          | voir B0 decay modes                         |
| méson B étrange | {\displaystyle B_{s}^{0}} | {\displaystyle {\overline {B}}_{s}^{0}} | {\displaystyle s{\overline {b}}} | 0           | 0−                  | 5,366.3 ± 0.6           | −1 | 0  | +1 | {\displaystyle 1.470(_{-0.026}^{+0.027})*10^{-12}} | voir {\displaystyle B_{s}^{0}} decay modes  |
| méson B charme  | {\displaystyle B_{c}^{+}} | {\displaystyle B_{c}^{-}}               | {\displaystyle c{\overline {b}}} | 0           | 0−                  | 6,274.9 ± 4.0           | 0  | +1 | +1 | {\displaystyle 0.46(\pm 0.07)*10^{-12}}            | voir {\displaystyle B_{c}^{+}-} decay modes |